# Ostrec
Ostrec är en ort i Nordmakedonien. Den ligger i kommunen Bitola, i den södra delen av landet, 120 km söder om huvudstaden Skopje. Ostrec ligger 921 meter över havet och antalet invånare är 229.